# Akobo (woreda)
Pour les articles homonymes, voir Akobo.
Akobo est un woreda de la zone Nuer dans la région Gambela, en Éthiopie. C'est le woreda le plus à l'ouest du pays. Il compte 24 674 habitants au recensement de 2007.

## Situation
Situé à l'extrémité occidentale de la zone Nuer et de la région Gambela, le woreda Akobo est bordé au sud et à l'ouest par la rivière Akobo et la rivière Pibor qui le séparent du Soudan du Sud.
Du côté éthiopien, il est bordé par le woreda Wantawo de la zone Nuer au nord et par le woreda Jor de la zone Anuak à l'est.
Son territoire, souvent marécageux, s'étend autour de 410 m d'altitude aux environs des rivières Akobo et Gilo.
L'Atlas of the Ethiopian Rural Economy publié par l'Agence centrale de la statistique (Éthiopie) estime les forêts autour de 10% du territoire et ne documente pas de route.
La saison des pluies provoque des inondations qui oblige les éleveurs à déplacer le bétail une partie de l'année.
La principale agglomération du woreda est Tergol, qui s'appelle aussi Tirigol ou Tirgol, et se trouve au bord de la rivière Pibor.

## Histoire
Le woreda tient son nom de la rivière Akobo qui définit une partie de la frontière entre l'Éthiopie et le Soudan anglo-égyptien à la fin du XIXe siècle et, depuis 2011, la frontière entre l'Éthiopie et le Soudan du Sud.

## Démographie
Au recensement de 2007, le woreda compte 24 674 habitants et 2,5 % de sa population est urbaine.
La plupart des habitants (95 %) sont protestants et 3 % sont catholiques.
La population urbaine se compose des 605 habitants de Tergol.
Avec une superficie de 2 080 km2[réf. souhaitée], la densité de population du woreda est de 12 personnes par km2 ce qui est inférieur à la moyenne de la zone.
En 2022, la population du woreda est estimée, par projection des taux de 2007, à 27 283 personnes.